# Prolamin
Prolamin là nhóm protein dự trữ ở thực vật, chứa hàm lượng cao proline và thường được tìm thấy trong những loại hạt ngũ cốc: lúa mì (gliadin), đại mạch (hordein), hắc mạch (secalin), bắp (zein), cao lương (kafirin) và một lượng nhỏ avenin trong yến mạch. Đặc trưng của nhóm protein này là hàm lượng cao glutamine và proline, thường chỉ tan trong dung dịch alcohol đậm đặc. Một số loại prolamin, đặc biệt là gliadin, cùng các protein tương tự có ở tông Triticeae (xem gluten Triticeae) có thể là tác nhân gây bệnh coeliac (không dung nạp gluten) đối với các đối tượng thừa hưởng xu hướng mắc bệnh từ gia đình.